# Amets Txurruka
Amets Txurruka Ansola (født 10. november 1982 i Echevarría, Vizcaya) er en tidligere professionel spansk landevejscykelrytter.
Txurruka blev kåret til mest angrebsivrige rytter under den 12. etape af Tour de France i 2007, og blev senere kåret til mest angribsivrige rytter under hele løbet.